# Anthony Hickey
Anthony Bernard Hickey (nacido el 22 de noviembre de 1992 en Hopkinsville (Kentucky)) es un jugador de baloncesto estadounidense que pertenece a la plantilla del Amici Pallacanestro Udinese de la Serie A2 italiana. Con 1,80 metros de estatura, juega en la posición de base.

## Trayectoria deportiva
Hickey es un base de 1,80 metros formado a caballo entre en los LSU Tigers donde jugó de 2011 a 2014 y una temporada en Oklahoma State Cowboys de 2014 a 2015. Tras no ser drafteado en 2015, debutó como profesional en Polonia en las filas del Asseco Gdynia, donde jugó 34 partidos y promedió 14.1 puntos por partido.
Más tarde, alternaría durante varias temporadas las ligas de Grecia y Chipre, en las que jugaría en Petrolina AEK Larnaca, Apollon Patras, Enosis Neon Paralimni y Rethymno BC.
En febrero de 2019 regresa al Rethymno BC griego, tras un breve paso por el Spójnia Stargard polaco.
En la temporada 2021-22, firma por el B.C. Astana para disputar la Liga Nacional de Baloncesto de Kazajistán y la VTB League.
En la temporada 2022-23, firma por el Hapoel Haifa B.C. de la Ligat Winner.
En la temporada 2023-24, firma por el Pallacanestro Cantù de la Serie A2 italiana.